# Zip the Pinhead
William Henry Johnson (vers 1857 - 9 avril 1926), connu sous le pseudonyme « Zip the Pinhead » (littéralement « Zip la tête d'épingle »), est un acteur américain de freak show célèbre pour la forme de son crâne.

## Enfance
William Henry Johnson est né dans une famille afro-américaine très pauvre de six enfants. Ses parents étaient William et Mahalia Johnson, anciens esclaves. Avec l'âge, son corps a suivi un développement normal mais son crâne n'a pas grossi. Son crâne pointu et sa mâchoire imposante ont attiré l'attention d'agents du cirque de Van Emburgh à Somerville dans le New Jersey. À cause de son physique inhabituel, beaucoup croyaient qu'il s'agissait d'une « tête d'épingle », ou microcéphale. Les patients souffrant de microcéphalie présentent une boite crânienne petite et pointue ainsi que des facultés mentales souvent limitées. Il n'est cependant pas certain que William Henry était mentalement déficient. 
Les parents de William Henry ont accepté que le cirque le mette en scène en échange de compensation financière. On le présentait comme un chaînon manquant, censé avoir été capturé en Afrique et montré dans une cage. Il devint une attraction populaire, et son succès amena l'agent de William Henry à le montrer à l'homme de spectacle P.T. Barnum.
Barnum racheta au cirque le droit d'exhiber William Henry Johnson et lui donna une nouvelle apparence. Un costume en fourrure fut fait sur mesure et ses cheveux furent coiffés en sorte de former une petite pointe, pour accentuer son front pentu. Enfin, on l'affubla du nom « Zip the Pinhead », « What-Is-It? » (« Qu'est-ce-que-c'est? »).